# 올라프스피외르뒤르

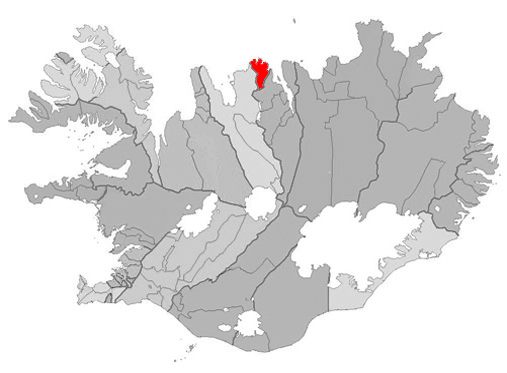
올라프스피외르뒤르의 위치

올라프스피외르뒤르(아이슬란드어: Ólafsfjörður)는 아이슬란드 북동부에 위치한 도시로 인구는 824명(2011년 기준)이다. 행정 구역상으로는 노르뒤를란드 에이스트라에 속한다.